# Štrbské Pleso
Osada Štrbské Pleso je jedna ze tří místních částí obce Štrba (Štrba, Tatranská Štrba, Štrbské Pleso) v pohoří Vysoké Tatry v okrese Poprad na Slovensku.
Štrbské Pleso je významné centrum turismu a zimních sportů, nejvýše položená turisticko-léčebná osada, nacházející se ve Vysokých Tatrách. Rozkládá se na jižním břehu jezera Štrbské pleso v nadmořské výšce 1 346 metrů.
Do katastrálního území Štrbské Pleso patří mimo osady Štrbské Pleso i osady Podbanské (jen část, zbytek patří k obci Pribylina) a Vyšné Hágy. Samotná osada Štrbské Pleso s historickou částí katastru, podle které je toto katastrální území pojmenováno, byla rozhodnutím Nejvyššího soudu SR navrácena obci Štrba.

## Doprava
Štrbské pleso je dostupné jak cestou pro automobily, tak Tatranskou elektrickou železnicí a velmi nevšední ozubnicovou železnicí, nazývanou „Zubačka“. Zubačka spojuje Štrbské pleso se Štrbou, která je na hlavní železniční trati Žilina–Košice, na trati je jediná mezilehlá zastávka Tatranský Lieskovec.
Délka tratě je 4,78 km s maximálním stoupaním 150 ‰. Ve stanici Štrba je v těsné blízkosti železniční stanice vybudována krytá hala pro potřeby ozubnicové dráhy s potřebnou měnírnou el. proudu na stejnosměrný proud o napětí 1500 V, který dráha využívá. Ve vrcholové stanici Štrbské Pleso je postavena velká výpravna, která slouží jak pro TEŽ tak pro OŽ.

## Historie
Základem dnešního Štrbského Plesa byla lovecká chata Jozefa Szentiványiho postavená v roce 1872 na břehu Štrbského plesa. O tři roky později dal Uherský karpatský spolek podnět k výstavbě turistické ubytovny. K té zakrátko přibyly další hotely a restaurace, lázeňský dům a několik vilek. V roce 1885 obdržela osada statut léčebných lázní. V roce 1876 vznikla cesta do Štrby (od roku 1921 silnice), o devět let později cesta do Starého Smokovce. V roce 1896 byla ozubnicová železnice vedena paralelně s cestou do Štrby (v roce 1933 byla nahrazena autobusovou dopravou). V roce 1906 byly postaveny hotely Hviezdoslav a Kriváň, dnes jsou všechny tři budovy součástí komplexu Grand hotel Kempinski Štrbské Pleso. Později pak vznikl u břehu Nového Štrbského plesa např. i rodinný penzion Pleso. Od roku 1912 jezdí elektrická železnice podél silnice do Starého Smokovce. V letech 1935 a 1970 se tu konala lyžařská mistrovství světa. Po druhé světové válce byly hotely přeměněny na protiastmatická sanatoria. V souvislosti s mistrovstvím světa v lyžování v roce 1970 přibyly nové ubytovací a restaurační kapacity. Tehdy byla také vybudována zubačka do stanice Štrba, infrastruktura a lyžařský areál v ústí Mlynické doliny.

## Další informace
- Štrbským Plesem vede naučná stezka náučný chodník Štrbské Pleso a další turistické a cyklistické trasy.
- Ze Štrbského Plesa vede sedačková lanovka k chatě pod Soliskom.[2]

## Galerie

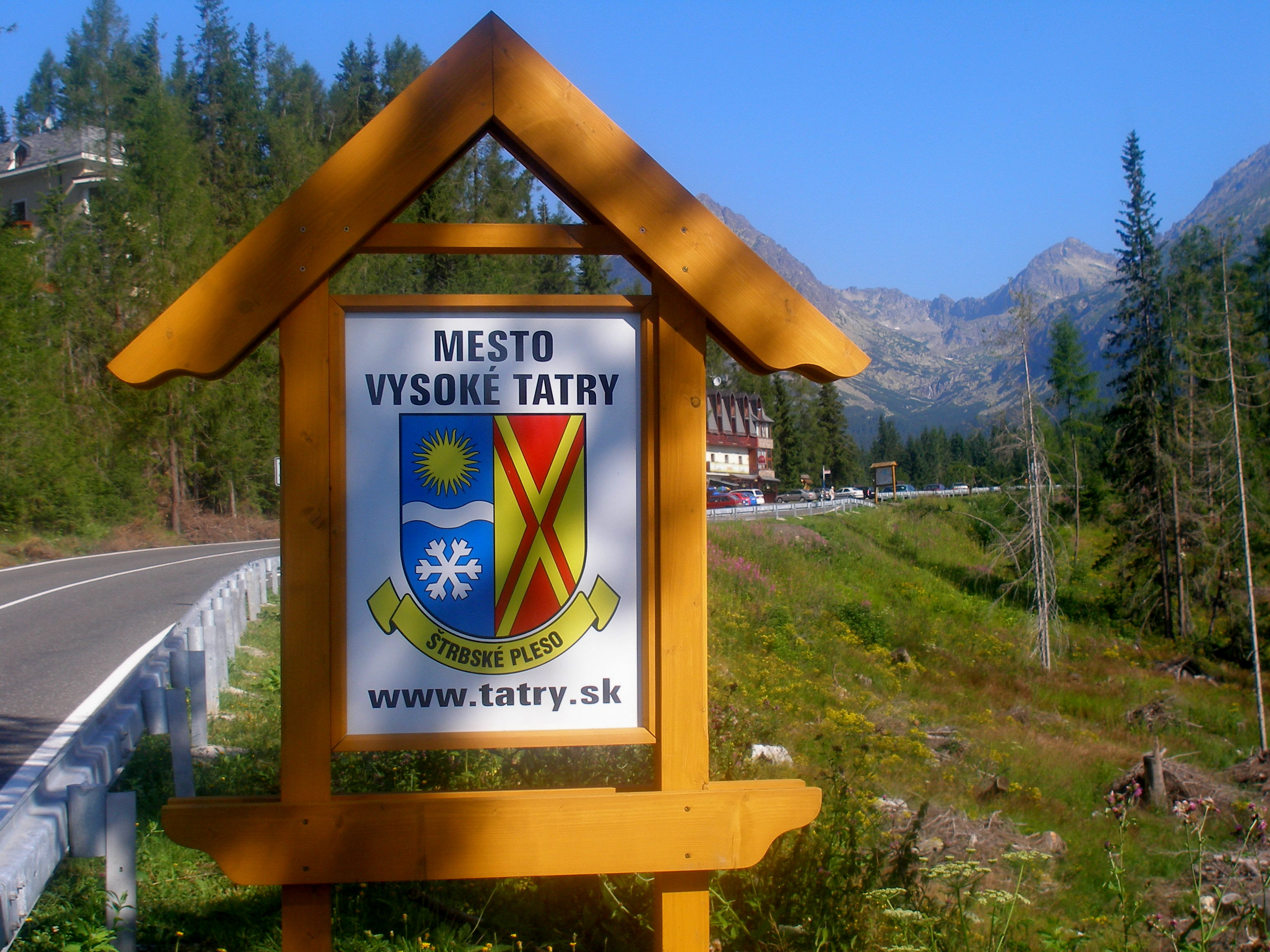
Tabule vítající na Štrbském plese (rok 2006, tehdy byla osada ještě součástí města Vysoké Tatry)
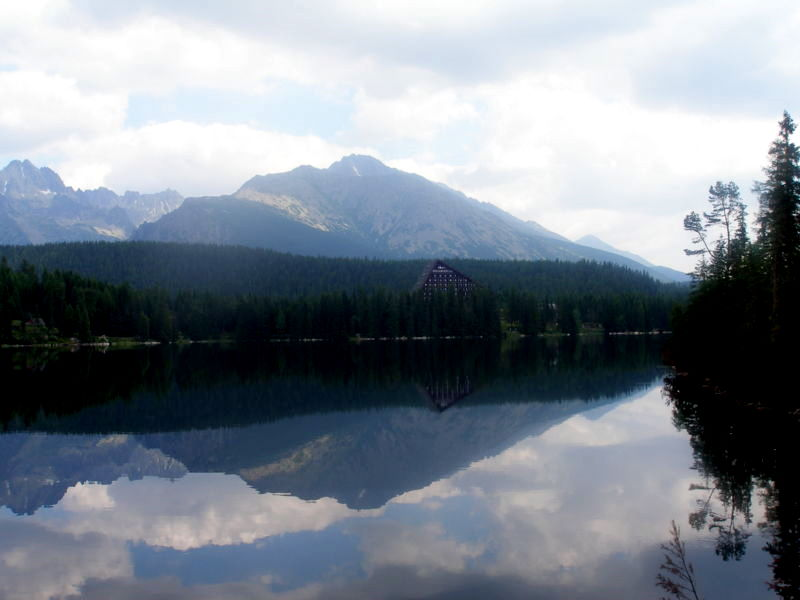
Pohled na pleso a v pozadí na hotel Patria
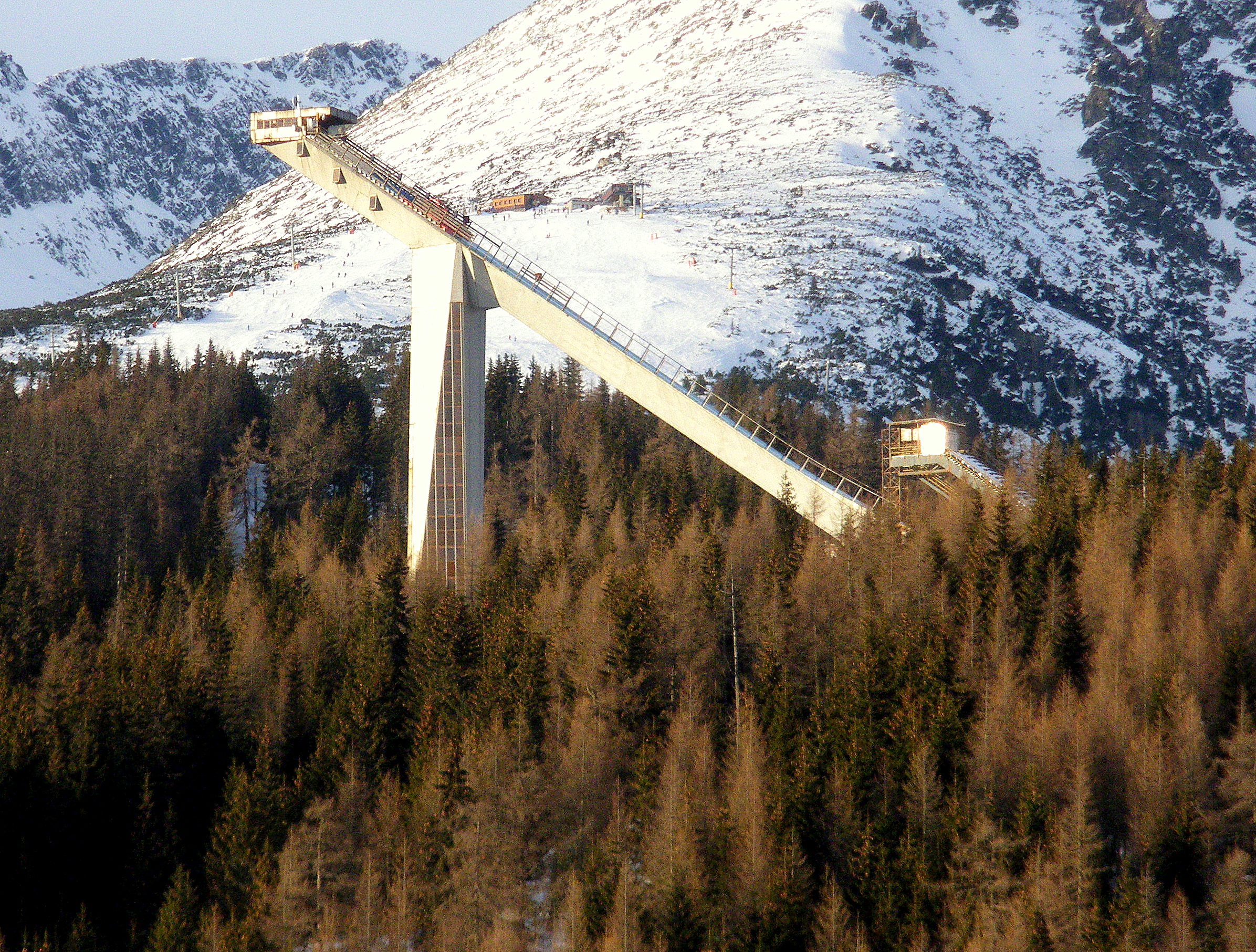
Skokanské můstky
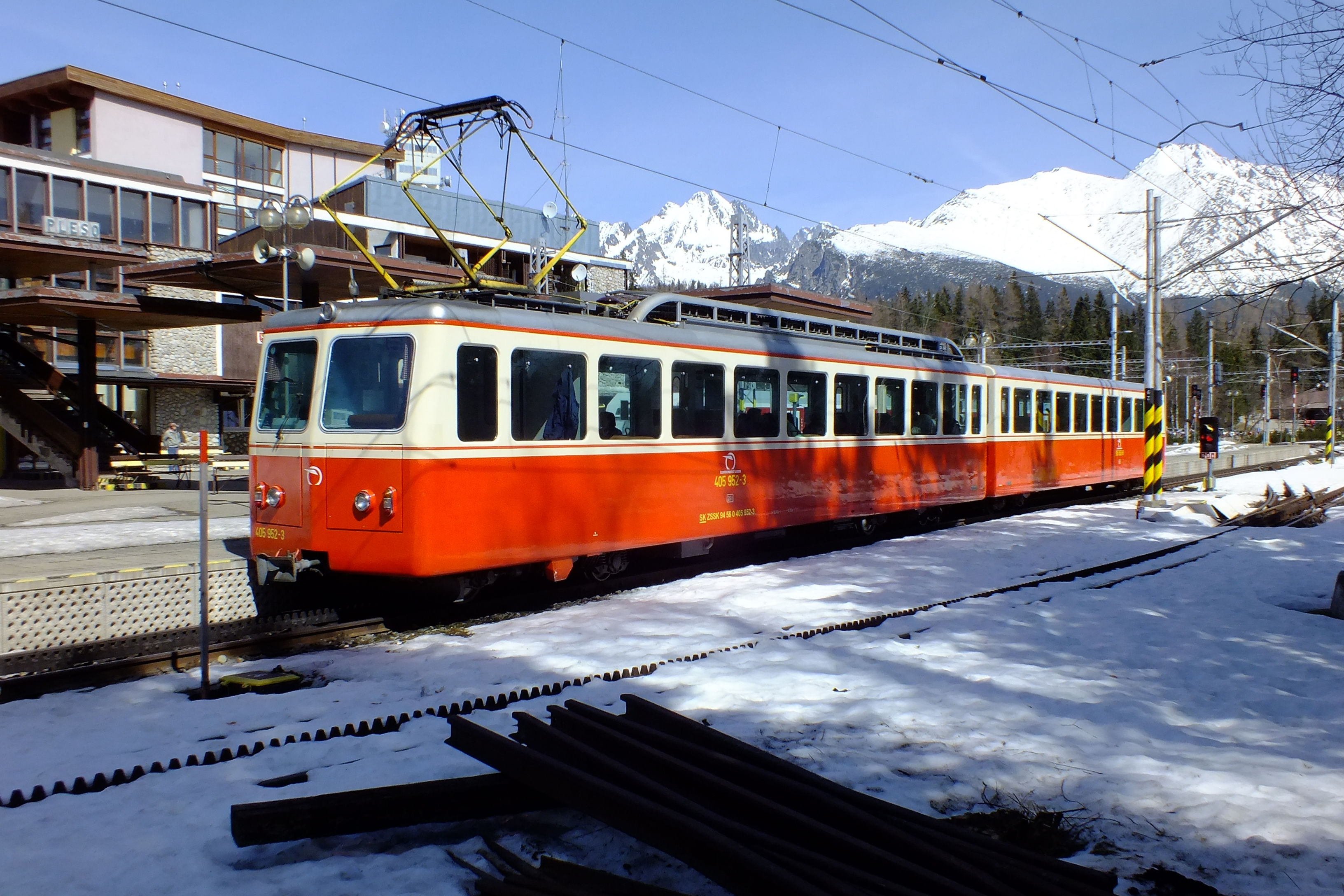
„Zubačka“ spojující Štrbu se Štrbským plesem
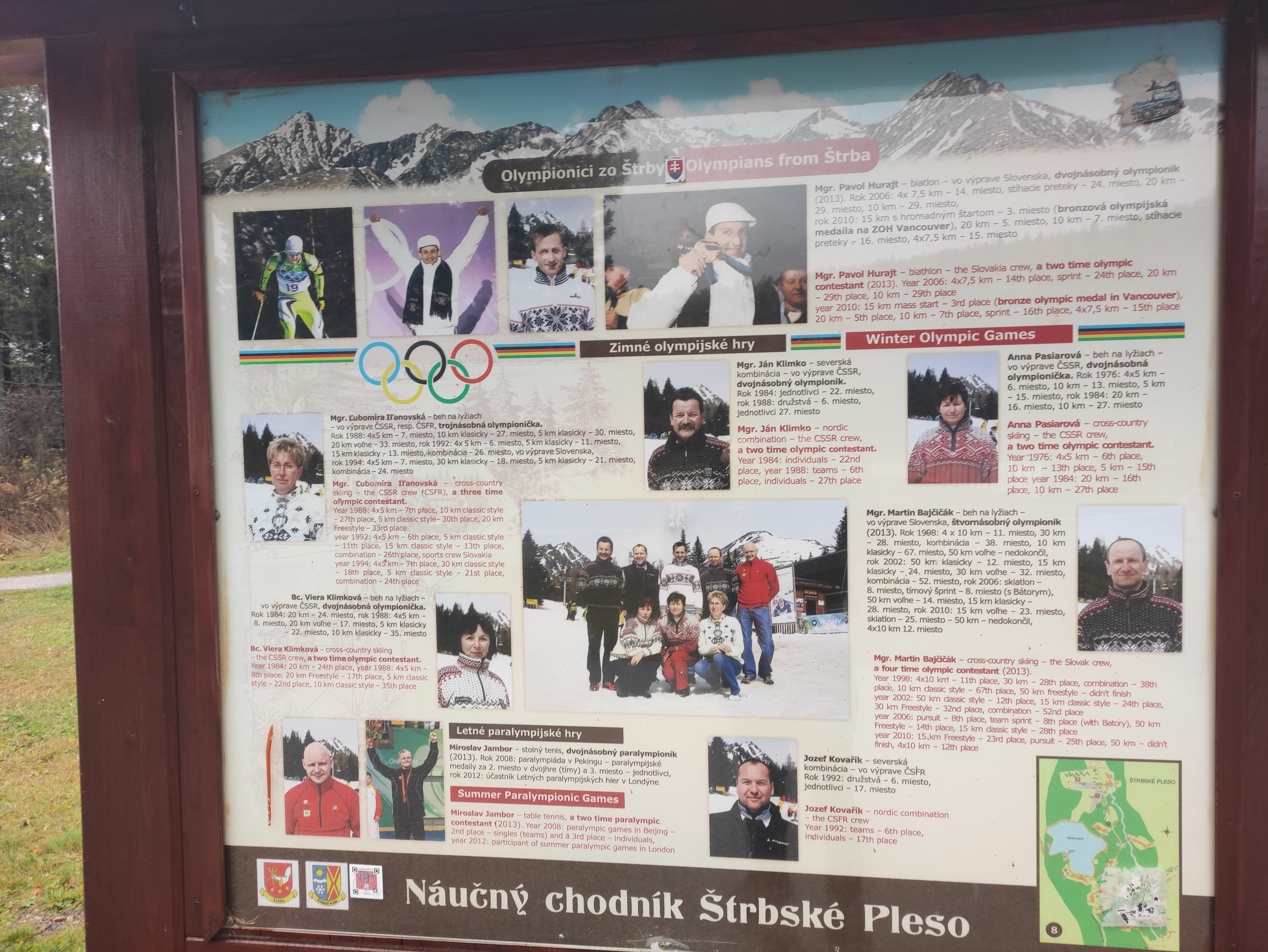
Náučný chodník Štrbské Pleso
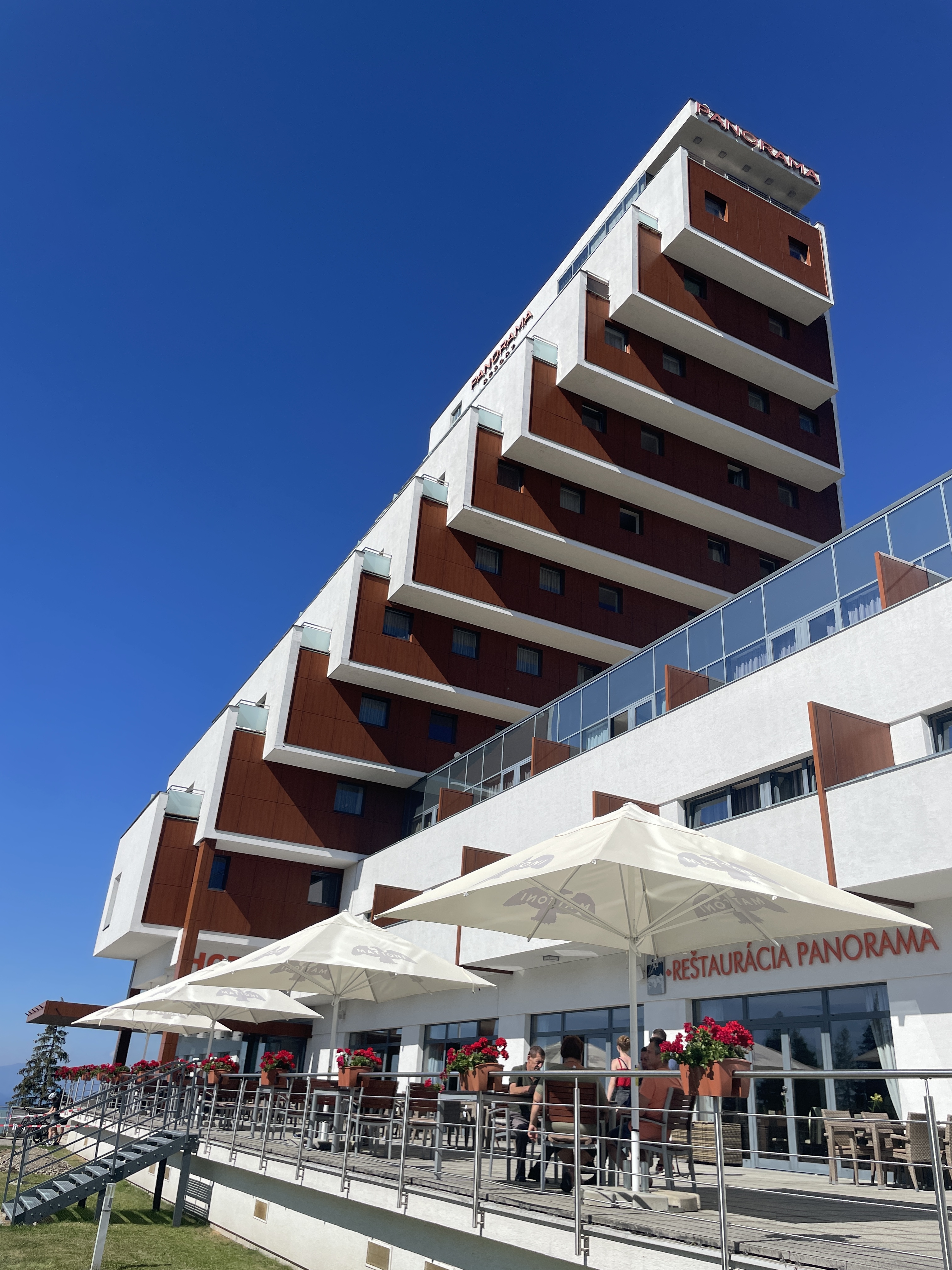
Hotel Panorama
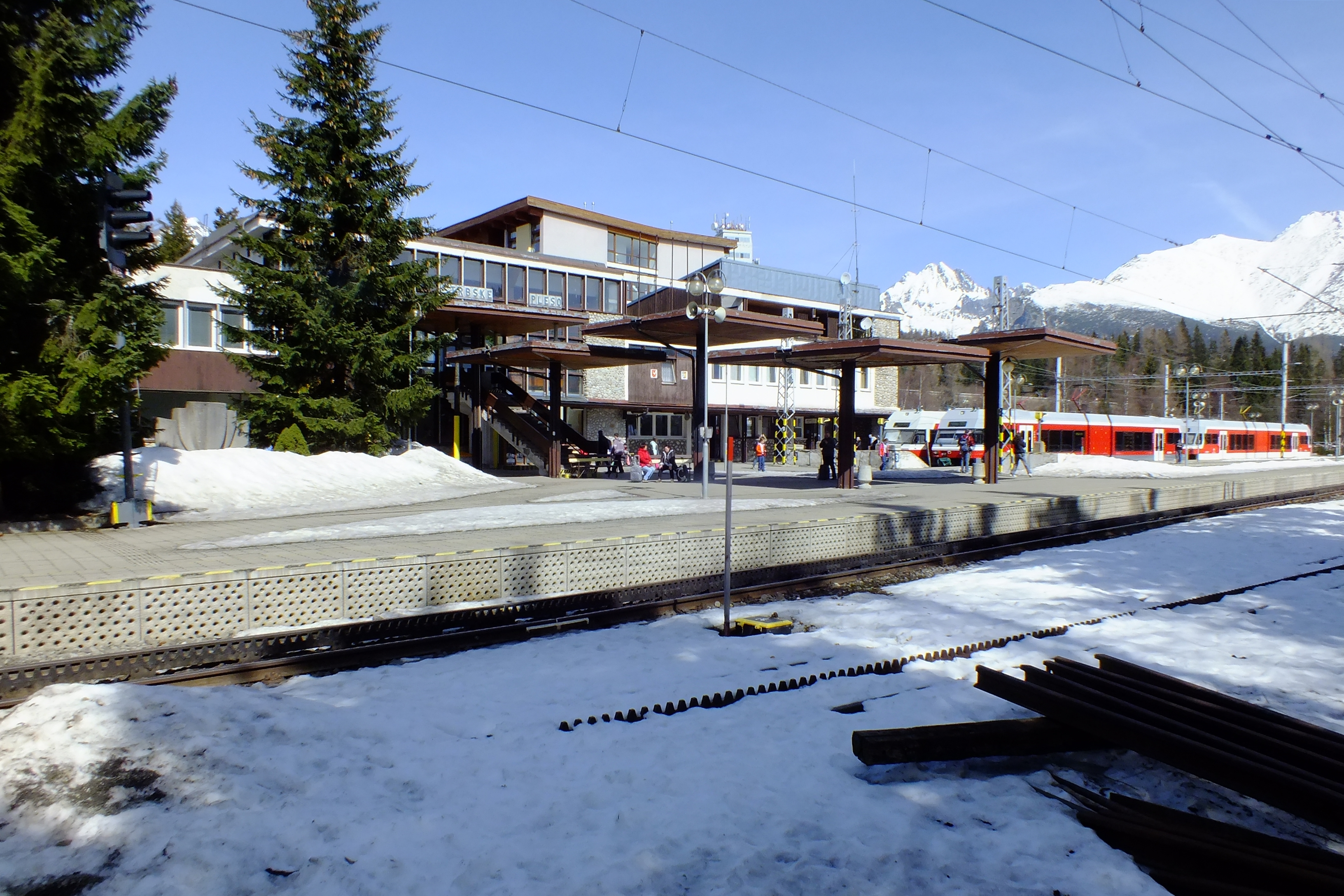
Železniční stanice